# Younite
 (août 2024).
La mise en forme du texte ne suit pas les recommandations de Wikipédia : il faut le « wikifier ».
Les points d'amélioration suivants sont les cas les plus fréquents. Le détail des points à revoir est peut-être précisé sur la page de discussion.
- Les titres sont pré-formatés par le logiciel. Ils ne sont ni en capitales, ni en gras.
- Le texte ne doit pas être écrit en capitales (les noms de famille non plus), ni en gras, ni en italique, ni en « petit »…
- Le gras n'est utilisé que pour surligner le titre de l'article dans l'introduction, une seule fois.
- L'italique est rarement utilisé : mots en langue étrangère, titres d'œuvres, noms de bateaux, etc.
- Les citations ne sont pas en italique mais en corps de texte normal. Elles sont entourées par des guillemets français : « et ».
- Les listes à puces sont à éviter, des paragraphes rédigés étant largement préférés. Les tableaux sont à réserver à la présentation de données structurées (résultats, etc.).
- Les appels de note de bas de page (petits chiffres en exposant, introduits par l'outil «  Source ») sont à placer entre la fin de phrase et le point final[comme ça].
- Les liens internes (vers d'autres articles de Wikipédia) sont à choisir avec parcimonie. Créez des liens vers des articles approfondissant le sujet. Les termes génériques sans rapport avec le sujet sont à éviter, ainsi que les répétitions de liens vers un même terme.
- Les liens externes sont à placer uniquement dans une section « Liens externes », à la fin de l'article. Ces liens sont à choisir avec parcimonie suivant les règles définies. Si un lien sert de source à l'article, son insertion dans le texte est à faire par les notes de bas de page.
- La présentation des références doit suivre les conventions bibliographiques. Il est recommandé d'utiliser les modèles {{Ouvrage}}, {{Chapitre}}, {{Article}}, {{Lien web}} et/ou {{Bibliographie}}. Le mode d'édition visuel peut mettre en forme automatiquement les références.
- Insérer une infobox (cadre d'informations à droite) n'est pas obligatoire pour parachever la mise en page.

Pour une aide détaillée, merci de consulter Aide:Wikification.
Si vous pensez que ces points ont été résolus, vous pouvez retirer ce bandeau et améliorer la mise en forme d'un autre article.
YOUNITE ( coréen : 유나이트 </link>  </link> ; stylisé en majuscules) est un groupe masculin sud-coréen formé par Brand New Music. Le groupe est composé de huit membres : Eunho, Steve, Eunsang, Hyungseok, Woono, DEY, Kyungmun et Sion. À l'origine neuf, le membre Hyunseung a quitté le groupe en juillet 2024. YOUNITE a débuté le 20 avril 2022 avec son premier EP Youni-Birth.

## Nom
YOUNITE signifie « TOI et MOI : nous sommes connectés ».

## Histoire

### Pré-début
En 2019, Eunsang a participé à l'émission Produce X 101, représentant Brand New Music aux côtés de Kim Si-hun, Yun Jung-hwan et Hong Seong-jun, faisant désormais partie de BDC. Lors de la finale, il est devenu membre de la première sélection de l'émission dans la catégorie « X », faisant de lui un membre du groupe X1. Il a fait ses débuts avec le groupe le 27 août 2019 et à la suite du scandale de manipulation des votes de Mnet, X1 s'est finalement dissous le 6 janvier 2020.
Le 31 août 2020, Eunsang a fait ses débuts en solo avec le single Beautiful Scar. Pour ce premier single, "Beautiful Scar", il a collaboré avec Park Woo-jin,. En octobre, Eunsang a collaboré avec son ancien coéquipier de X1, Kim Woo-seok, pour le single « Memories ». Le 16 août 2021, il a été annoncé qu'Eunsang sortirait son deuxième single album Beautiful Sunshine et son premier single "Lemonade" le 1er septembre.
En 2021, Kyungmun a participé à l'émission Loud. Il a représenté JYP Entertainment aux côtés de Lee Gye-hun et Amaru. Il a été éliminé au cinquième tour.

### 2022–présent: Débuts avecYouni-Birth,Youni-Q,Youni-On,BIT: Pt.1, BIT: Pt. 2, ANOTHERet le départ de Hyunseung
Le 18 mars, Brand New Music a annoncé que YOUNITE ferait ses débuts avec son premier EP, Youni-Birth, le 20 avril 2022.
Le 25 juillet, YOUNITE a sorti son deuxième EP, Youni-Q.
Le 31 octobre, le groupe a sorti son troisième EP, Youni-On, avec son premier single "Bad Cupid". Cependant, le 30 octobre, le label a annoncé l'annulation du showcase de la sortie en raison de la période de deuil national à la suite de l'incident de foule d'Itaewon à Halloween le 29 octobre.
Le 25 avril 2023, le groupe a annoncé son quatrième EP, Light: BIT Part.1, qui est sorti le 17 mai de la même année, avec le premier single "Waterfall".
Le 2 juillet 2024, Brand New a annoncé que Hyunseung avait quitté le groupe pour des raisons personnelles. YOUNITE continuera à se promouvoir en tant que groupe de huit membres,.

## Membres
Adapté de leur site officiel.
| Actuels | Anciens            |
| --- | ------------------ |
| - Eunho (은호) - Steve (스티브) - Eunsang (은상) - Hyungseok (형석) - Woono (우노) - DEY (데이) - Kyungmun (경문) - Sion (시온) | - Hyunseung (현승) |

## Discographie

### EP
| Titre          | Détails                                              | Classements | Classements | Ventes                       |
| Titre          | Détails                                              | COR         | JAP         | Ventes                       |
| -------------- | ---------------------------------------------------- | ----------- | ----------- | ---------------------------- |
| Youni-Birth    | - Sortie : 20 avril 2022 - Label : Brand New Music   | 8           | —           | - COR: 28,756                |
| Youni-Q        | - Sortie : 25 juillet 2022 - Label : Brand New Music | 10          | 47          | - COR: 47,017 - JAP : 1,119  |
| Youni-On       | - Sortie : 31 octobre 2022 - Label : Brand New Music | 4           | —           | - COR : 61,534               |
| 빛: Bit Part.1 | - Sortie : 17 mai 2023 - Label : Brand New Music     | 8           | 49          | - COR : 78,979 - JAP : 1,033 |
| 빛: Bit Part.2 | - Sortie : 17 octobre 2023 - Label : Brand New Music | 4           | —           | - COR: 90,015                |
| Another        | - Sortie : 1er mai 2024 - Label : Brand New Music    | 9           | —           | - COR: 101,579               |

### Singles
| "1 of 9"                                                                                            | 2022 | 113 | Youni-Birth      |
| "Everybody"                                                                                         | 2022 | —   | Youni-Birth      |
| "Aviator"                                                                                           | 2022 | 155 | Youni-Q          |
| "Bad Cupid"                                                                                         | 2022 | —   | Youni-On         |
| "Waterfall"                                                                                         | 2023 | —   | (빛) BIT : Pt. 1 |
| "Love It"                                                                                           | 2023 | —   | (빛) BIT : Pt. 2 |
| "Geekin"                                                                                            | 2024 | —   | Another          |
| « — » désigne un enregistrement qui n'a pas été classé ou qui n'a pas été publié sur ce territoire. |      |     |                  |

## Prix et nominations
| Cérémonie                        | Année | Catégorie                          | Travail nommé | Résultat          | Ref.   |
| -------------------------------- | ----- | ---------------------------------- | ------------- | ----------------- | ------ |
| Asia Artist Awards               | 2022  | DCM Popularity Award – Singer      | Younite       | Nomination        | [ 25 ] |
| Asia Artist Awards               | 2022  | IdolPlus Popularity Award – Singer | Younite       | Nomination        | [ 26 ] |
| Brand of the Year Awards         | 2023  | Rookie of the Year – Male          | Younite       | Nomination        | [ 27 ] |
| Brand of Customer Loyalty Awards | 2023  | Male Rookie Idol Award             | Younite       | Nomination        | [ 28 ] |
| Genie Music Awards               | 2022  | Best Male Rookie Award             | Younite       | Nomination        | [ 29 ] |
| Hanteo Music Awards              | 2023  | Best New Male Artist               | Younite       | Nomination        | [ 30 ] |
| MAMA Awards                      | 2022  | Best New Male Artist               | Younite       | Nomination        | [ 31 ] |
| MAMA Awards                      | 2022  | Artist of the Year                 | Younite       | Modèle:Longlisted | [ 31 ] |
| Seoul Music Awards               | 2023  | Rookie of the Year                 | Younite       | Nomination        | [ 32 ] |
| Seoul Music Awards               | 2023  | Popularity Award                   | Younite       | Nomination        | [ 32 ] |
| Seoul Music Awards               | 2023  | K-Wave Popularity Award            | Younite       | Nomination        | [ 32 ] |